# Mercado de Pescado
El Mercado de Pescado es la ampliación del Centro Metropolitano de Diseño de la Ciudad de Buenos Aires, Argentina. Es un proyecto realizado por el arquitecto Paulo Gastón Flores, en el que es reciclado el antiguo Mercado de Abastecimiento de Pescado, edificio de 1831.
La obra se encuentra en el barrio de Barracas, en la manzana delimitada por las calles Algarrobo, Villarino, Santa María del Buen Aire y San Ricardo. En la actualidad, el Mercado de Pescado se ha convertido en el edificio principal del Centro Metropolitano de Diseño.
El Centro Metropolitano de Diseño (CMD) es el centro de diseño más grande de América Latina y la institución cultural nueva más importante en la Ciudad de Buenos Aires desde la creación del Centro Cultural Recoleta, en los años ochenta. En la actualidad cuenta con una superficie de 15.300 m²
El edificio ha sido sede de importantes exposiciones nacionales e internacionales como el Festival Internacional de Diseño. Por otro lado, el CMD ha sido seleccionado para integrar Open House Buenos Aires 2013, 2014, 2015 y 2016.

## Antecedentes

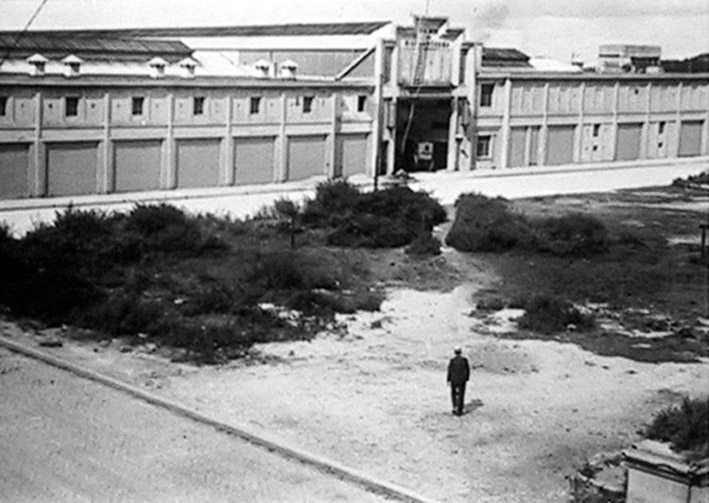
Foto antigua del exterior del mercado.

Desde 1934 a 1983 funcionó en el barrio de Barracas el “Mercado de Concentración Mayorista de Pescado”, conocido como “Mercado del Pescado”, convirtiéndose con el correr del tiempo en un referente urbano incorporado al imaginario barrial. El singular sector urbano donde se emplaza comienza a adquirir su fisonomía actual a principios del siglo XX, cuando la empresa inglesa del Ferrocarril Sud construye la estación Barracas al Norte (actual Hipólito Yrigoyen) y los magníficos puentes ferroviarios que unen la Ciudad con Avellaneda.
"Ubicado en la manzana delimitada por las calles Algarrobo, Villarino, Santa María del Buen Aire y San Ricardo, próximo al Riachuelo y a la Estación Hipólito Yrigoyen del F.C. Gral. Roca, el Mercado integra hoy, junto el ámbito de esta estación y el viaducto ferroviario, un área de interés patrimonial que ha merecido diversos reconocimientos por sus valores testimoniales, urbanos y arquitectónicos"
Desde sus principios, las instalaciones del mercado estuvieron equipadas con vistas a su finalidad principal, esto es, la concentración de pescados y mariscos. Imágenes de época muestran el aspecto exterior original del mercado, el montaje de puestos, diversos arreglos internos y el momento de la inauguración.
"Finalmente, El Mercado de Abasto del Sud o Mercado del Pescado, cesó definitivamente en sus actividades a partir del 28 de febrero de 1983, según lo dispuesto por Ordenanza municipal N°37.608, pasando sus funciones al Mercado Central"

## Llamado a concurso para su reciclaje
A fines de 2001, SCA (Sociedad Central de Arquitectos) llama a concurso Nacional de Anteproyectos para el reciclaje del ex-Mercado de Pescado por encargo del Gobierno de la Ciudad de Buenos Aires. El proyecto es elegido en marzo de 2002 entre otras ochenta y seis propuestas.

## Proyecto

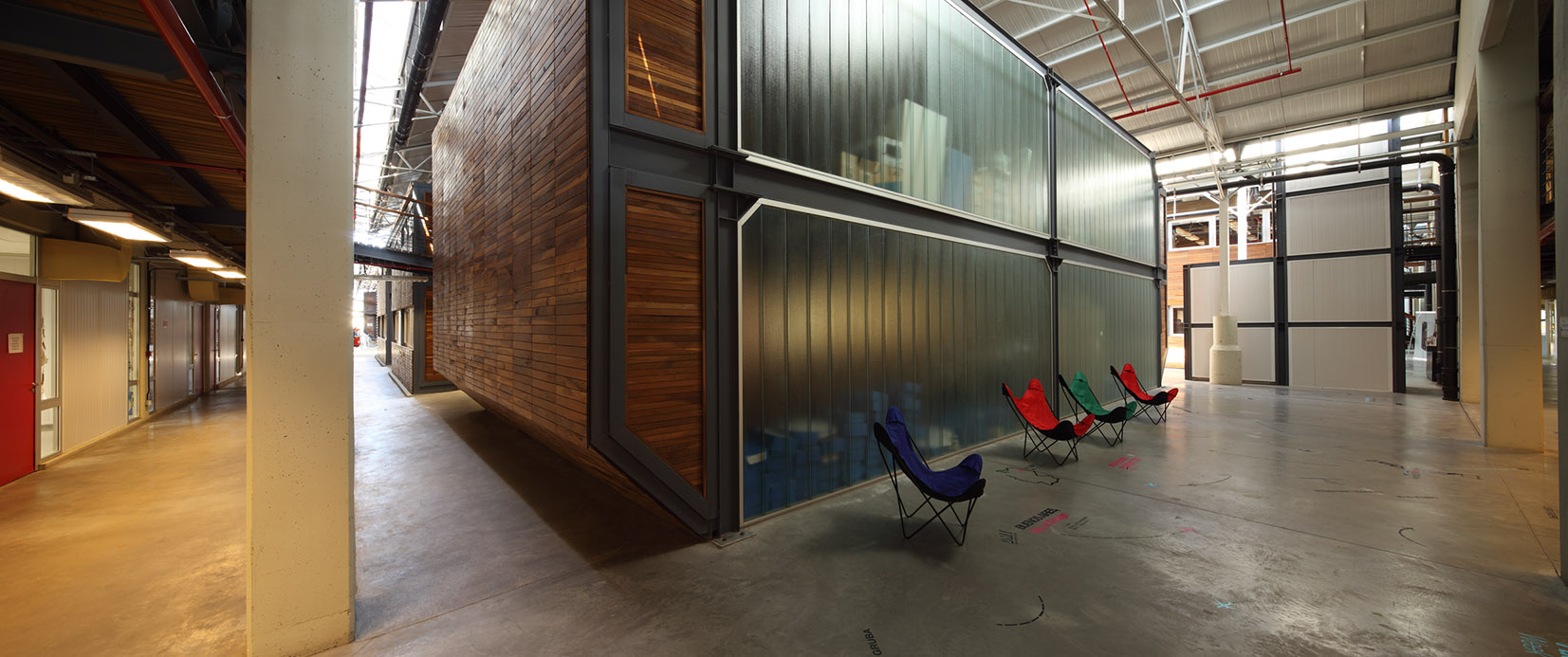
imagen interior barcos.

Torres de agua, grandes naves, grúas y construcciones ferroviarias conforman el imaginario de Barracas. La intervención en el edificio se manifiesta por medio de formas apropiadas del paisaje urbano circundante. Las torres de instalaciones, los volúmenes, y las calles interiores se transforman en elementos plásticos y simbólicos dentro de espacio.
Para realizar la intervención arquitectónica se potenció la estructuración espacial existente. Esta consiste en un cuerpo perimetral de dos niveles con plantas en forma de ‘U’ rodeando un espacio central techado, conformado por naves paralelas. Una calle interior corta a estas últimas en sentido perpendicular.
Se determinan espacios de distintas jerarquías y escalas: la calle principal, las naves mayores y las bahías menores.
El criterio general de distribución del programa reconoce dos tipos de espacio: el borde y el centro. El primero resulta más apropiado para un programa de unidades repetitivas en la cual la estructura espacial y el programa son afines. El centro, en cambio, adquiere el carácter de espacio común, incorporando los programas de uso público.
Las incubadoras -oficinas y espacios de trabajos donde se desarrollan empresas en sus primeros años-, se ubican en el borde existente, mientras que en el interior se disponen los programas administrativos, educativos, de exposición, auditorio y biblioteca, todos de carácter predominantemente colectivo. También se agrega un nuevo pabellón que completa la manzana.
La calle interior es el espacio de mayor longitud y altura en el cual se proponen usos flexibles y dinámicos. Es un espacio diáfano y fluido, verdadero corazón social del edificio.
En las naves se disponen los programas contenidos en piezas cerradas y compactas, denominadas ‘barcos’. Su forma está determinada por la extrusión de una sección, produciéndose una fuerte relación entre el espacio contenedor y la forma contenida. La sistematización de los detalles generales y la resolución de las particularidades posibilitó la adaptación de un tipo básico (un corte tipo) para adaptarse a las variaciones de programa. Los mismos son una familia de mega objetos de tamaño similar sobre los cuales se realizan distintas operaciones, manteniendo intacto el carácter e intentando ser reconocidos como parte de un todo. Se utilizan piezas estándar: todos los perfiles, paneles, vidrios y herrajes son ‘de catálogo’.
Estos barcos se ubican a ambos lados de la calle principal. Sus frentes desfasados de 17 metros de ancho conforman un perfil de ‘barcos amarrados’, haciendo referencia al tejido urbano.
Para realizar el auditorio se asumió la necesidad de salvar una gran luz sin apoyos y su particular carga funcional/simbólica, creando una pieza única dentro del conjunto, relacionada con el resto por sus materiales y escala.
Las bahías menores sirven a las naves mayores como fuentes de iluminación indirecta, circulación y climatización. En ellas se disponen torres de servicio en las que se ubican tanques de agua, reserva de incendio, y equipos de aire acondicionado.
Las naves que dan a la calle San Ricardo se cortan en tímpanos diagonales. En este borde se ubican ajustes que absorben la irregularidad de la parcela con programas de servicio y abastecimiento.

## Criterios ambientales

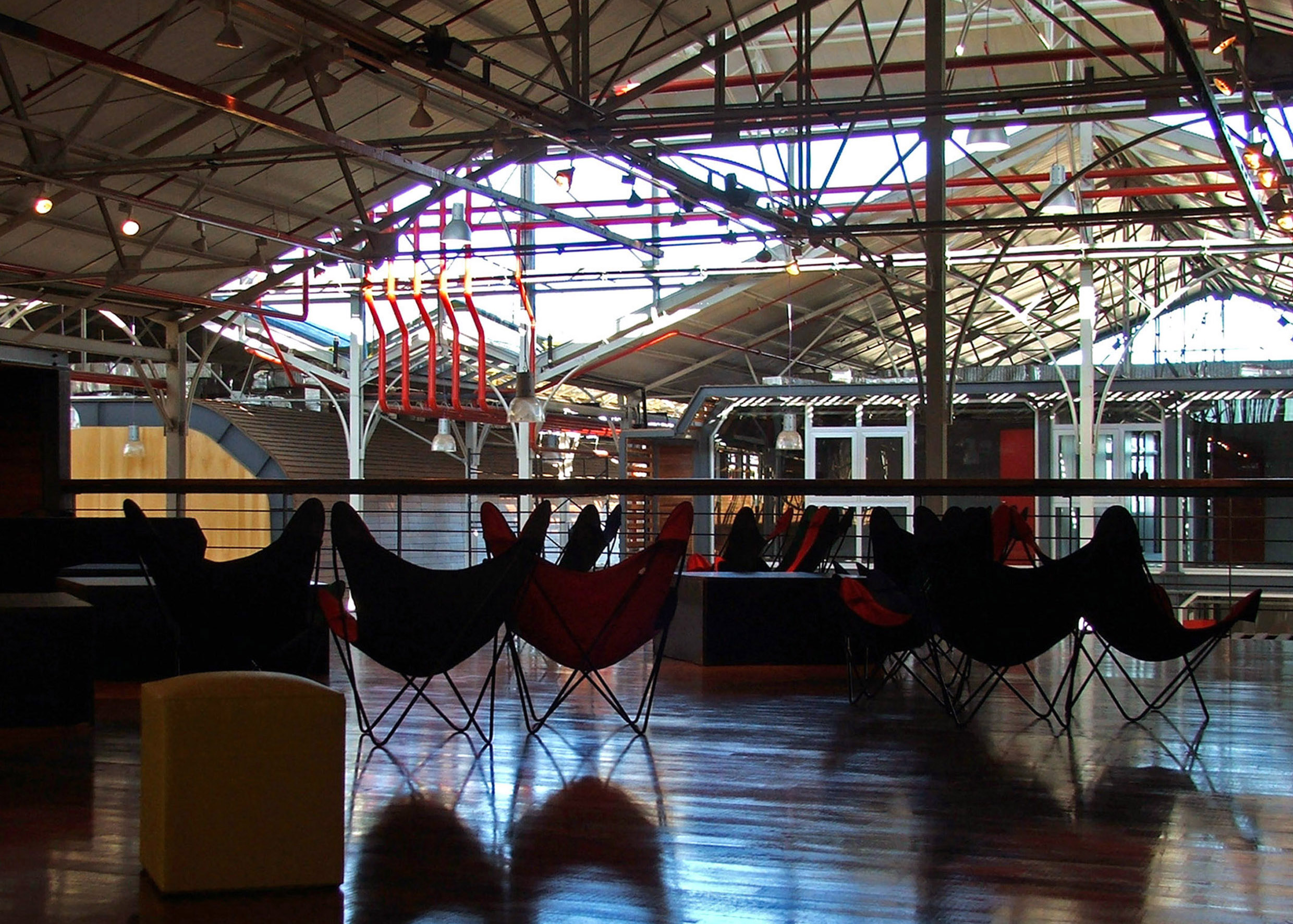
barcos exposición.

La adaptación climática del interior se basa en una adecuada ventilación y asoleamiento.
El gran techo que cubre el edificio y organiza el interior es a su vez protección solar y térmica, generando espacios de doble y triple altura en un ambiente luminoso.
El interior de las naves posee un corte que provoca una recirculación de aire de manera natural: el sol calienta el aire en las bahías menores, que tienen techo vidriado. Por efecto chimenea, el aire sube y sale por la cumbrera de las naves mayores.
En la calle principal, el tratamiento de la luz es el elemento más importante. Los distintos momentos del día se evidencian según el recorte de las sombras de los techos en el piso y en los frentes de los barcos.
La incorporación de dos patios interiores permite mejorar la oxigenación utilizando vegetación.
El acondicionamiento de aire se realiza con la inyección y extracción de aire tratado solo en los recintos cerrados. Los espacios intersticiales no poseen acondicionamiento mecánico de aire.
En la fachada norte de las incubadoras se incorporó una recova con el objeto de limitar la radiación solar más intensa
Esta “Ciudad Máquina Productiva” intenta mantener la esencia histórica del sur de la ciudad, la tradición, lo rústico y lo contemporáneo han sido incorporados al paisaje urbano interior.
La obra ha recibido numerosos premios, entre los que se destacan:
Primer Premio Concurso Nacional de Anteproyectos
Premio Bienal de Arquitectura 2010 CPAU-SCA.
Segundo Premio en Concurso Internacional Rethinking the Future.
Distinguido en la Primera Bienal Internacional de Arquitectura Argentina BIA-AR 2014.
Highly Commended-AR Architectural Review Emerging Award 2014.
En el marco de la visita a la Argentina del presidente de los Estados Unidos, Barack Obama, la primera dama estadounidense, Michelle Obama, se presentó en el Centro Metropolitano de Diseño (CMD) para dar una charla orientada a jóvenes mujeres argentinas sobre su programa Let Girls Learn (dejemos que las niñas aprendan).

Durante su visita a la Ciudad de Buenos Aires en 2014, Klaus Wowereit, exalcalde de Berlín, dijo:

Berlín está celosa de su hermana Buenos Aires; no tenemos una instalación como ésta para el diseño en Berlín.